# Эйкенс, Катарина (1608)
Катарина Эйкенс (I)  (нидерл. Catharina Ykens I; урождённая Флоке; также известна, как Катарина Эйкенс-Флоке, нидерл. Catarina Ykens-Floquet; 1608 или не ранее 1608 и не позднее 1618 — 1666 или не ранее 1666 и не позднее 1685) — фламандская художница, мастер натюрморта.

## Биография
Родилась в начале XVII века (до 1620 года) в семье художника Лукаса Флоке (1578–1635), уроженца Антверпена. Три её брата тоже стали художниками. В 1635 году она вышла замуж за художника Франса Эйкенса (1601—1693). В этом браке родилось двое сыновей.
Катарина Эйкенс известна фруктовыми и цветочными натюрмортами, включая «натюрморты-гирлянды» и картины в жанре «Vanitas». Её нередко путают с другой художницей — мастером натюрмортов Катариной Эйкенс, которая родилась в 1659 году и была дочерью художника Йоханнеса Эйкенса и его второй жены Барбары Брекевельт. Для удобства искусствоведы именуют их Катарина Эйкенс (I) и Катарина Эйкенс (II).
Стиль Катарины Эйкенс в целом близок к манере её мужа. Обычно она подписывала свои работы, что не ещё не было общепринятым в то время. Это упрощает их идентификацию. 
Скончалась Катарина Эйкенс не ранее 1665 года, которым датирована одна из её сохранившихся работ.

## Галерея

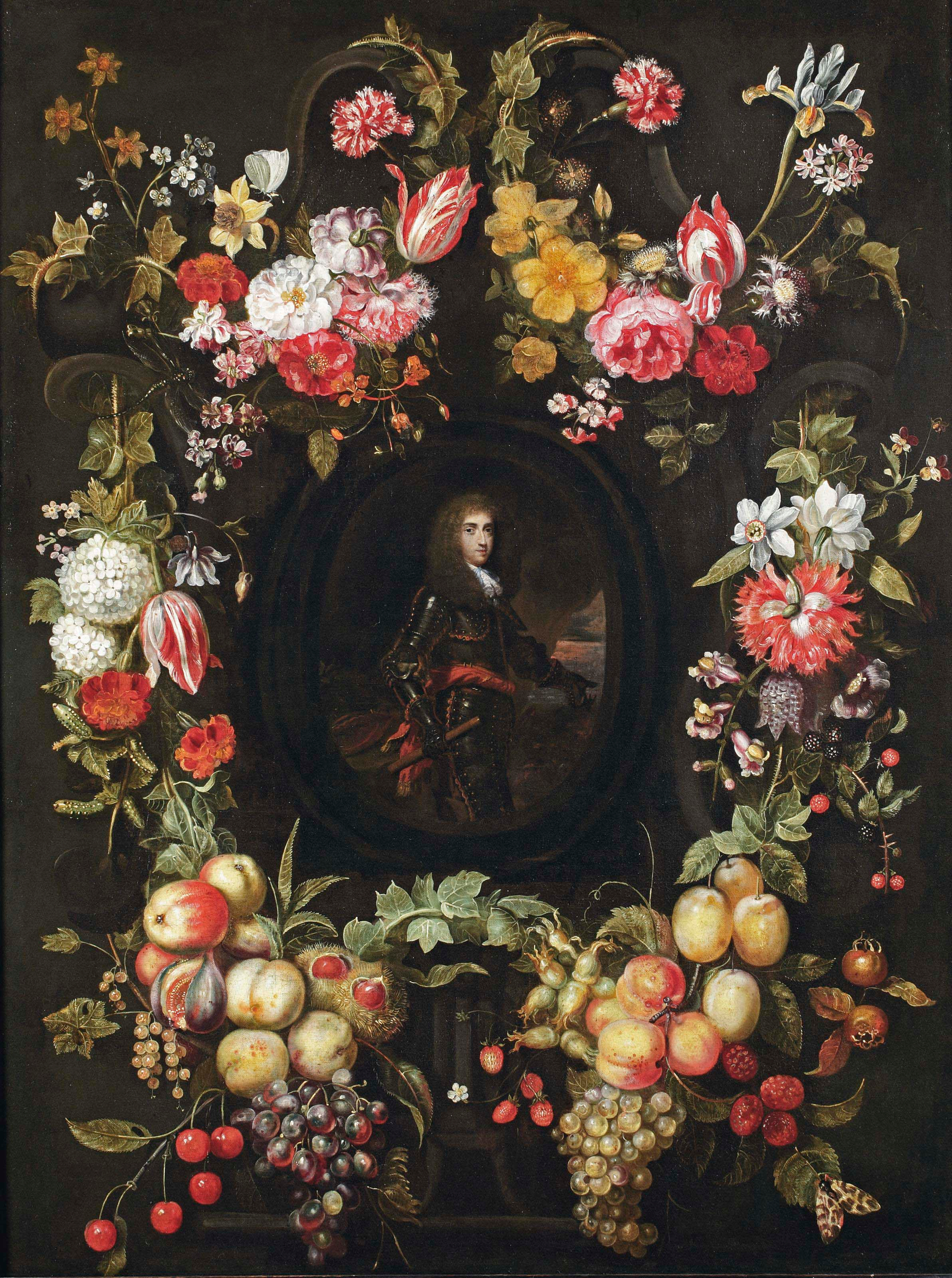
Натюрморт-гирлянда с мужским портретом
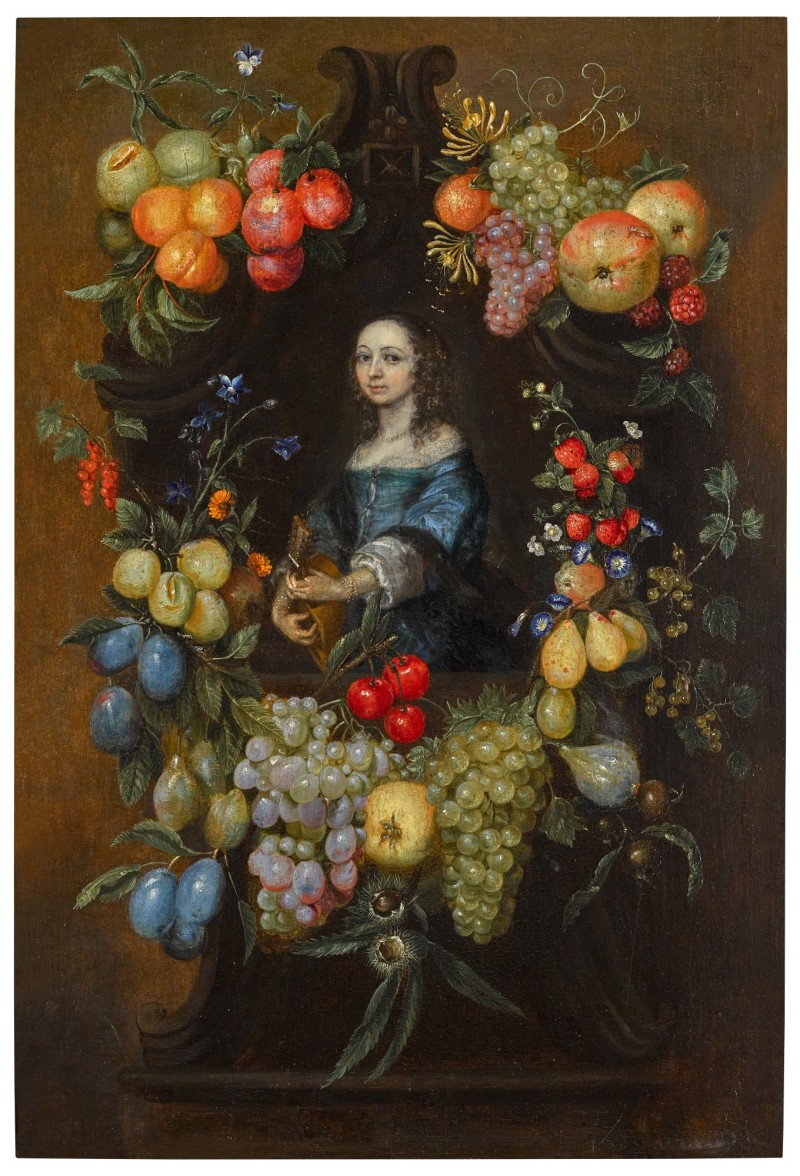
Натюрморт-гирлянда с женским портретом
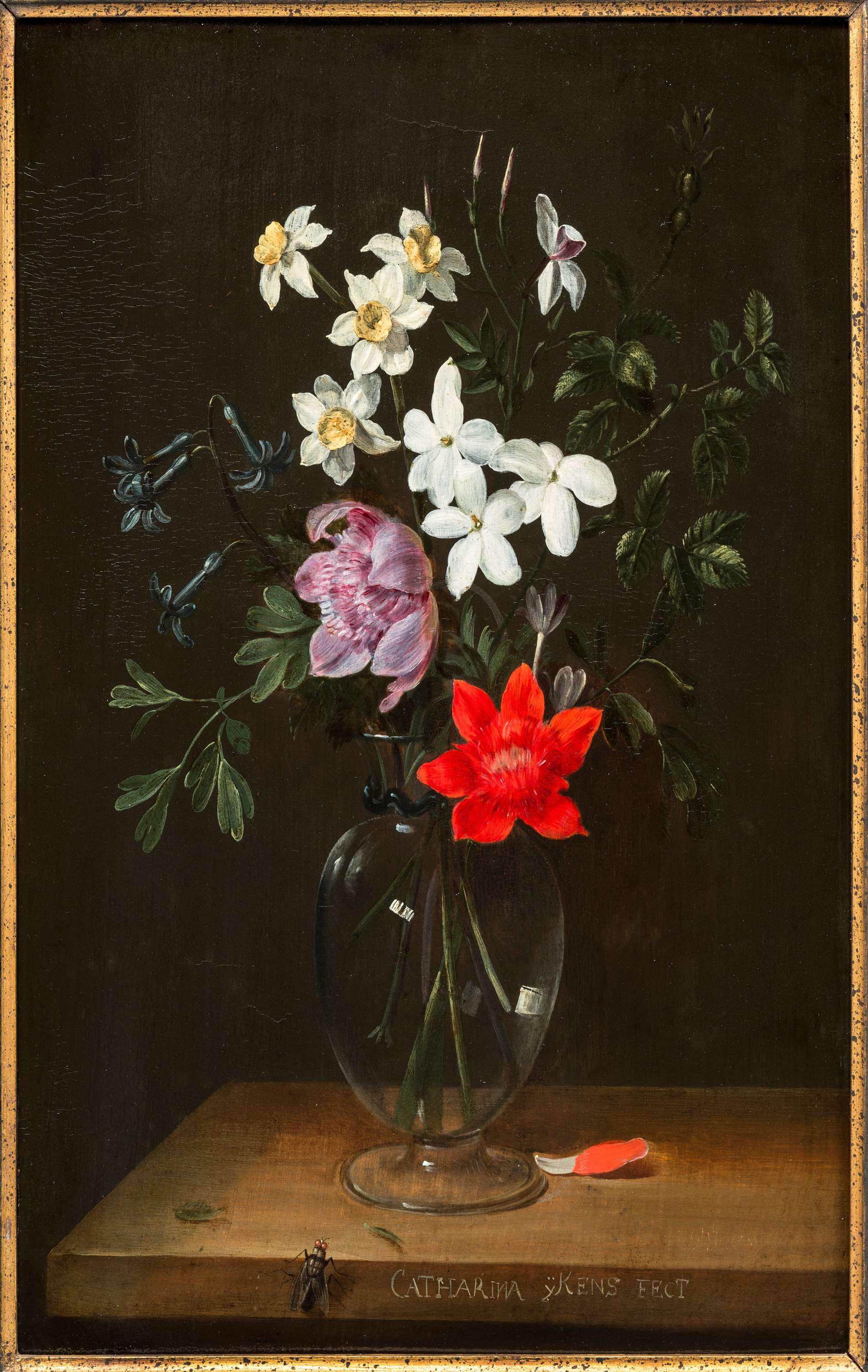
Букет цветов
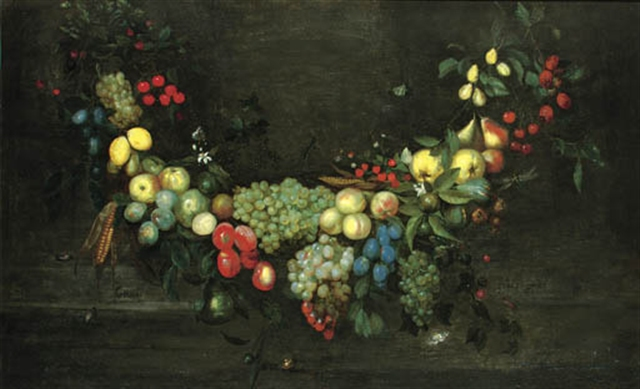
Гирлянда цветов и фруктов